# Имст
Имст град је у Аустрији, смештен у западном делу државе. Значајан је град у покрајини Тирол, у оквиру округа Имст.

## Природне одлике
Имст се налази у западном делу Аустрије, 550 км западно од Беча. Главни град покрајине Тирол, Инзбрук, налази се 60 km западно од града.
Град Имст се сместио у долини реке Ин, „жиле куцавице“ Тирола. Изнад града се стрмо издижу Алпи. Надморска висина града је око 830 m.

## Становништво
| 1981. | 1991. | 2001. | 2011. |
| ----- | ----- | ----- | ----- |
| 6.677 | 7.509 | 8.689 | 9.494 |

По процени из 2016. у граду је живело 10371 становника. Последњих деценија број градског становништва се повећава.

## Галерија
- Поглед на град са Алпа
- Торањ градске римокатоличке цркве
- Градска банка

## Партнерски градови
- Ротвајл